# Rhode Island FC
Il Rhode Island Football Club è una società calcistica statunitense con sede a Pawtucket, nel Rhode Island, e che disputa le proprie partite interne presso il Beirne Stadium, impianto da 5.252 posti a sedere situato del comune di Smithfield.
Dal 2024 milita nella USL Championship, campionato professionistico di secondo livello.

## Storia
Il 2 dicembre 2019 venne annunciato l'ingresso nella USL Championship di una nuova squadra proveniente dal Rhode Island che avrebbe debuttato a partire dalla stagione 2022. Il proprietario Brett M. Johnson dichiarò di voler contestualmente costruire un impianto di 10.000 posti a Pawtucket.
La pandemia di Covid rallentò la messa in piedi della squadra tanto che l'esordio nel campionato di seconda serie venne posticipato fino al 2024. L'8 marzo 2023 il Rhode Island FC annuncia Khano Smith come primo allenatore della sua storia.
Il club debutta il 16 marzo 2024 pareggiando per 1-1 contro il New Mexico United.

## Stadio
Il club disputa le proprie partite casalinghe presso il Beirne Stadium situato del comune di Smithfield.